# Leucoraja ocellata
Leucoraja ocellata es una especie de pez de la familia de los Rajidae en el orden de los Rajiformes.

## Morfología
- Los machos pueden llegar a alcanzar los 110 cm de longitud total y las hembras 80.6.
- Cuerpo en forma romboide, de color marrón o gris.

## Reproducción
Es ovíparo y las hembras ponen huevos envueltos en una cápsula córnea.

## Hábitat
Es un pez de mar y de Clima templado (51°N-34ºN,79°W-55°W) y demersal que vive entre 0–90 m de profundidad.

## Distribución geográfica
Se encuentra en el Océano Atlántico occidental: desde Terranova y el sur del Golfo de San Lorenzo (Canadá) hasta Carolina del Norte (Estados Unidos).

## Uso comercial
Es utilizado para hacer harina de pescado.

## Observaciones
Es inofensivo para los humanos.